# Luis Cruz (Fußballspieler)
Luis Cruz, vollständiger Name Luis Alberto Cruz, (* 28. April 1923 oder 28. April 1925 in Montevideo; † 1998) war ein uruguayischer Fußballspieler.

## Spielerkarriere

### Verein
Der 1,73 Meter große, "Huevo" genannte Mittelfeldspieler Cruz, der insbesondere sowohl auf der Position des zentralen Halb als auch auf dem linken Flügel zum Einsatz kam, begann seine Karriere 1944 in der Divisional B bei Deportivo Juventud. 1945 spielte er für die Montevideo Wanderers. Cruz stand sodann von 1946 bis 1957 in Reihen des uruguayischen Erstligisten Nacional Montevideo. Dort debütierte er am 21. April 1946 in einem Freundschaftsspiel gegen die Rampla Juniors. In den Jahren 1946, 1947, 1950, 1952, 1955, 1956 und 1957 gewannen die Bolsos jeweils die uruguayische Meisterschaft in der Primera División. Sein letztes Spiel für Nacional bestritt er am 25. August 1957 gegen Danubio.

### Nationalmannschaft
Cruz war Mitglied der A-Nationalmannschaft Uruguays, für die er von seinem Debüt am 1. März 1953 bis zu seinem letzten Einsatz am 3. Juli 1954 elf Länderspiele absolvierte. Ein Länderspieltor erzielte er nicht. Er nahm mit Uruguay an der Weltmeisterschaft 1954 teil. Im Verlaufe des Wettbewerbs kam er in fünf Spielen zum Einsatz. Cruz gehörte ebenfalls dem Kader Uruguays bei der Südamerikameisterschaft 1953 in Peru und 1955 in Chile an.

## Erfolge
- Uruguayischer Meister: 1946, 1947, 1950, 1952, 1955, 1956, 1957

## Trainerlaufbahn
Nach der aktiven Karriere wirkte er als Jugendtrainer bei Nacional und war im Verein zudem auf Funktionärsebene tätig.